# Cristina Ouviña
Cristina Ouviña Modrego (ur. 18 września 1990 w Saragossie) – hiszpańska koszykarka grająca na pozycji rozgrywającej, reprezentantka kraju, multimedalistka imprez międzynarodowych, obecnie zawodniczka Bourges Basket.
W kwietniu 2012 podpisała kontrakt z Wisłą Can-Pack Kraków. Zdobyła z Wisłą Can-Pack trzy Mistrzostwa Polski (2014, 2015, 2016) oraz jedno wicemistrzostwo (2013). Grała w Wiśle z numerem 5. W 2016 została zawodniczką Nadieżdy Orenburg.

## Osiągnięcia
Stan na 9 czerwca 2019, na podstawie, o ile nie zaznaczono inaczej.

### Drużynowe
- Mistrzyni:
  - Polski (2014, 2015, 2016)
  - Francji (2018)
- Wicemistrzyni Polski (2013)
- Brąz mistrzostw Rosji (2017)
- Zdobywczyni pucharu:
  - Polski (2014, 2015)
  - Francji (2018, 2019)[3]
- Finalistka Pucharu Polski (2013)

### Indywidualne
- Laureatka nagród:
  - Aragonesa Sportsman Trophy As Outstanding (2006)
  - Najlepsza Sportsmenka Pledge Of Aragon (2009)
  - Caesaraugusto trophy Fem (2009)
  - Best zawodniczka AZAB (Zaragoza's Friends Basketball Association player – 2007)
- Liderka Euroligi w przechwytach (2016)

### Reprezentacja
Seniorów
- Mistrzyni Europy (2013)
- Brązowa medalistka mistrzostw świata (2018)
- Zwyciężczyni kwalifikacji do Eurobasketu (2017)

Młodzieżowe
- Mistrzyni Europy U–16 (2006)
- Wicemistrzyni:
  - świata U–19 (2009)
  - Europy U–20 (2009, 2010)
- Uczestniczka mistrzostw Europy U–18 (2008 – 5. miejsce)
- Najlepsza rozgrywająca mistrzostw świata U–19 (2009)
- Zaliczona do I składu mistrzostw świata U–19 (2009)